# جون بيتمان
جون بيتمان (بالإنجليزية: John Bateman)‏ هو لاعب كرة قاعدة أمريكي، ولد في 21 يوليو 1940 في فورت سيل ‏ في الولايات المتحدة، وتوفي في 3 ديسمبر 1996 في ساند سبرينغ في الولايات المتحدة.

## وصلات خارجية
- جون بيتمان على موقع دوري كرة القاعدة الرئيسي (الإنجليزية)
- جون بيتمان على موقعبيزبول رفرنس.كوم (الدوري الرئيسي) (الإنجليزية)
- جون بيتمان على موقعبيزبول رفرنس.كوم (الدوري الثانوي) (الإنجليزية)
- جون بيتمان على موقع جمعية أبحاث البيسبول الأمريكية (الإنجليزية)
- جون بيتمان على موقع إي إس بي إن.كوم (أم.أل.بي) (الإنجليزية)
- جون بيتمان على موقع مشجعي الرسوم البيانية (الإنجليزية)